# B8 Bergkristall
B8 Bergkristall fue el nombre en clave de una operación del más alto secreto que las   SS organizaron en St. Georgen an der Gusen (a pocos kilómetros al este de Linz, Austria) con el fin de construir fábricas subterráneas invulnerables a los bombardeos aliados y producir en masa el caza a reacción Messerschmitt Me 262. La operación se llevó a cabo gracias a la colaboración entre el  Ministerio del Aire del Reich, el Jägerstab,  Messerschmitt GmbH Regensburg y Deutsche Erd- und Steinwerke GmbH (DEST). En solo 13 meses los prisioneros del  Gusen II construyeron una de las instalaciones de producción industrial mayores y más modernas de la Alemania nazi.

## Historia e inicios
La mayor parte de los detalles de la producción del fuselaje del Me 262 no se ha llegado a divulgar durante décadas debido a que toda la operación estaba bajo el nombre de Bezeichnung Betriebsabteilung III   (Ba III, División Operativa III) y como proyecto de DEST registrado solamente como subcontratista “insignificante” de las filiales de Messerschmitt de Augsburgo y Ratisbona.
“B8 Bergkristall” tenía unos 45 000 metros cuadrados y en ella trabajaban a tiempo completo unos 10 000 prisioneros del Campo de Concentración de Gusen II. La planta estaba dirigida por el Jägerstab y el  Oberbayerische Forschungsanstalt Oberammergau y hasta el fin de la guerra produjo cerca de 987 fuselajes completamente equipados del caza a reacción 
Messerschmitt Me 262. Si el proyecto hubiera llegado a desarrollarse en toda su extensión estaba previsto producir unas 1250 unidades de este avión cada mes en estas instalaciones subterráneas.
Para asegurarse de resolver los problemas que fueran surgiendo y pudieran afectar a la producción en masa el 19 de marzo de 1945 se creó el llamado ‘’Linzer Kurier’’ (‘’el mensajero de Linz’’) para mantener un contacto diario con los ingenieros de Oberammergau.

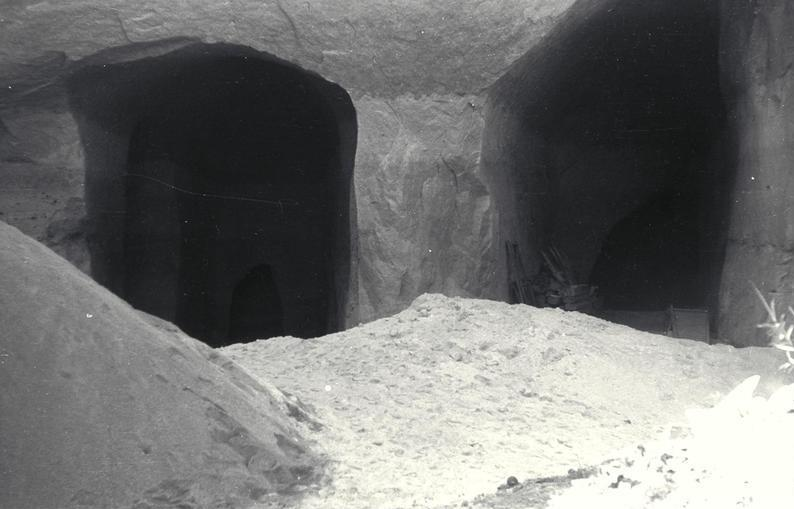
Entrada para prisioneros de B8 Bergkristall

Según los planes de  Himmler todos los prisioneros de KL Gusen I y II, junto con los de  KZ Mauthausen debían volar junto con las instalaciones subterráneas de ‘’B8 Bergkristall’’ y ‘’Kellerbau’’. El 2 de mayo de 1945 el plan llega a oídos del delegado del CICR Louis Häftlinge a través del SS-Obersturmführer Guido Reimer, responsable del contraespionaje y las medidas contra el sabotaje del campo, quien gracias a una hábil intervención logra evitar la voladura de los túneles y por tanto el asesinato de los prisioneros. La producción se detuvo el 3 de mayo de 1945. Las instalaciones estuvieron bajo el control de los analistas  americanos hasta julio de 1945, momento en el que el complejo pasó a manos de la Unión Soviética.
Una vez que la mayoría de la maquinaria y los equipos fueron enviados hacia el este durante el otoño de 1947 una compañía penitenciaria del  Ejército Rojo intentó volar esta enorme red de túneles haciendo estallar bombas y proyectiles.
Gran parte de los túneles de B8 Bergkristall discurren todavía muy cerca del centro de St. Georgen an der Gusen. La gestión de los mismos recae en la  Compañía Federal de Bienes Inmuebles Viena, que ha catalogado la instalación como ‘’Luftschutzstollen OÖ 020” (Refugio antiaéreo Alta Austria 020).

## Personal clave
- Betriebsführer  (Director):  Flieger-Generalstabsingenieur Lucht (Messerschmitt GmbH Regensburg)
  - Stellvertretender Betriebsführer (Subdirector de la fábrica): Alfred Grau (DEST Werkgruppenleitung St. Georgen)
  - Beauftragter des Betriebsführers (Oficial operativo del director): Friedrich Kessler
- SS-Führungsstab (Oficial al mando de las SS): SS-Hauptsturmführer Werner Eckermann
- Uso de prisioneros para el trabajo
  - Bergkristall-Bau (Construcciones en Bergkristall): Johannes Grimm
  - Bergkristall-Fertigung (Producción en Bergkristall): Paul Wolfram

## Publicaciones
- Rudolf A. Haunschmied, Jan-Ruth Mills, Siegi Witzany-Durda: St. Georgen-Gusen-Mauthausen - Concentration Camp Mauthausen Reconsidered. BoD, Norderstedt 2008, ISBN 978-3-8334-7440-8